# Evghenia Radanova
Evgenia Radanova (bulgară Евгения Раданова, n. 4 noiembrie 1977, Sofia, Republica Populară Bulgaria) este o patinatoare bulgară de viteză pe pistă scurtă și ciclistă care a participat atât la Jocurile Olimpice de vară, cât și la cele de iarnă. A fost deținătoarea recordului mondial la patinaj de viteză pe pistă scurtă, distanța de 500 m, înregistrând 43,671 secunde, pe care a stabilit-o la Calgary, Canada, pe 19 octombrie 2001. La Jocurile Olimpice de iarnă de la Salt Lake City, 2002, a câștigat medalia de argint la aceeași distanță și bronz la distanța de 1500 m. La Jocurile Olimpice de vară de la Atena, 2004, a participat la ciclism, dar nu a primit nicio medalie. La Jocurile Olimpice din 2010, din Vancouver, la secțiunea feminină de 500 m, a ajuns pe locul 7. 
În prezent, Radanova se antrenează în Italia, deși cea mai mare parte a carierei a petrecut-o la Clubul Sportiv „Slavia Sofia” și la Academia Națională de Sport din Sofia, Bulgaria. La Academie a studiat coaching-ul. Ea cântărește 65 de kilograme și are o înălțime de 170 cm. Radanova a fost accidentată grav de cel puțin de două ori, dar și-a vindecat leziunile pentru a reveni la activitățile sportive. În august 2014, Radanova a primit titlul de Ministru bulgar al Tineretului și Sportului, temporar, ca parte a responsabilităților guvernului Georgi Bliznashki.